# 角川アーキテクチャ
株式会社角川アーキテクチャ（かどかわアーキテクチャ、英: KADOKAWA Architecture Co., Ltd.）は、『艦隊これくしょん -艦これ-』のコンテンツサービス事業、ライセンス窓口および同関連事業の展開を主な事業とする日本の企業。株式会社KADOKAWAの連結子会社。

## 概要
「艦隊これくしょん -艦これ-」の企画および開発運営を行っているC2プレパラートと共に、新しいコンテンツサービス事業、『艦これ』ライセンス窓口および同関連事業を展開する合弁会社である。創業時は『株式会社C2プレパラートと共同で、株式会社C2プレパラートの新コンテンツ運営とプラットフォーム事業及び「艦これ」事業を運営する合弁会社』という事業紹介だった。
「艦これ」関連商品・派生商品の発売元であると共に、「艦これ」関連イベントで売られるグッズの大半はKADOKAWA製であり、その問い合わせ窓口でもある。「艦これ」アニメ関係の版権管理は内容により、親会社のKADOKAWAと角川アーキテクチャで分担している。

また、前述の通り艦これ関連商品のライセンス管理（フィギュア等の商品類の他、同人イベントなどの許諾管理を含む）も行っており、問い合わせ先はこの会社となっている。C2プレパラートが主催する「艦これ」関連のイベントに協賛・協力として名を連ねることも多い。
角川アーキテクチャとC2プレパラートの関係について、C2機関Xアカウント（@C2_STAFF）によると、『「艦これ」運営鎮守府』（＝艦これ運営）という名義についてはC2プレパラートおよびグループ会社のことを指し、その中に角川アーキテクチャは含まないとしている。

### 代表取締役
それぞれの兼務の肩書は代表取締役就任時に兼務していたもので、後に変更になっている場合がある。
- 井上伸一郎（KADOKAWA代表取締役副社長との兼任）
  - 代表取締役社長 2018年4月2日～2019年6月から2020年6月の間に退任[8]
- 田中謙介（C2プレパラート代表取締役社長との兼任）
  - 代表取締役 2018年4月2日～退任時期不明[8]
  - 代表取締役 2022年9月頃に再就任～2023年3月時点で現任
- 菊池剛（KADOKAWA執行役員CAO兼CLOとの兼任）
  - 代表取締役社長 2019年6月から2020年6月の間に就任～2023年3月時点で現任

## 商品・作品一覧

### アニメ（製作委員会参加）
- 「艦これ」いつかあの海で（KADOKAWAの一部として参加）

### 書籍
- 写真集 艦娘遊撃隊 -「霧島」「明石」「春雨」 - （出演：小林亜実、長谷川晴奈、立野沙紀）
- 写真集 艦娘遊撃隊　-「加賀」「榛名」「大淀」「夕立」 - （出演：白石ひかる、倉田瑠夏、半澤楓、宮崎理奈）
- 海の画集 -「艦これ」公式イラスト集-
- ヴァリアストライアル誌 「みたいな！」

### CD
| # | 発売日         | タイトル | 規格品番    | 備考 |
| - | -------------- | --- | ----------- | --- |
|   | 2018年4月21日  | 艦隊これくしょん -艦これ- 艦娘想歌【伍】月夜海 【涼月】盤                                                        | KDKC-001    | 【壱】【弐】【参】【肆】は角川アーキテクチャが出来る前に発売され、発売元はKADOKAWA。 |
|   | 2018年4月21日  | 艦隊これくしょん -艦これ- 艦娘想歌【伍】月夜海 【秋刀魚祭り四人衆】盤                                            | KDKC-002    | 【壱】【弐】【参】【肆】は角川アーキテクチャが出来る前に発売され、発売元はKADOKAWA。 |
|   | 2018年4月11日  | 艦隊これくしょん -艦これ- KanColle Original Sound Track vol.I【暁】 Remaster edition                             | KA2C0003    | 「艦これ」関連イベントで限定販売していたものの市販版。 イベント発売時は角川アーキテクチャが出来る前であり、発売元はKADOKAWA。                                                                                                |
|   | 2018年4月11日  | 艦隊これくしょん -艦これ- KanColle Original Sound Track vol.II【風】 Remaster edition                            | KA2C0004    | 「艦これ」関連イベントで限定販売していたものの市販版。 イベント発売時は角川アーキテクチャが出来る前であり、発売元はKADOKAWA。                                                                                                |
|   | 2018年7月16日  | 艦隊これくしょん -艦これ- KanColle Original Sound Track vol.III【雲】 Remaster edition                           | KA2C0005    | 「艦これ」関連イベントで限定販売していたものの市販版。 イベント発売時は角川アーキテクチャが出来る前であり、発売元はKADOKAWA。                                                                                                |
|   | 2018年9月12日  | 艦隊これくしょん -艦これ- KanColle Original Sound Track vol.IV【雨】                                             | KA2C0006    | |
|   | 2019年4月12日  | 艦隊これくしょん -艦これ- KanColle Original Sound Track vol.V【波】                                              | KA2C0007    | |
|   | 2020年1月24日  | 艦隊これくしょん -艦これ- 艦娘想歌【陸】佐世保の時雨                                                             | KA2C0008    | 当初の発売予定日は2020年1月15日だったが、受注過多による増産調整の為に同月24日に延期している。 なお、2020年1月3日開催の「C2機関 鎮守府新春New Year Special Live! 2020」にて数量限定で先行販売された。 歌唱・演奏はC2機関 1MYB |
|   | 2020年12月15日 | Admiral's Good Time                                                                                              | KA2C0009    | 広瀬香美による艦これ関連曲のカバーアルバム。 |
|   | 2021年4月7日   | 艦隊これくしょん -艦これ- KanColle Original Sound Track vol.VI【雪】                                             | KA2C0010    | |
|   | 2022年6月10日  | 艦隊これくしょん -艦これ- KanColle Original Sound Track vol.VII【夕】                                            | KA2C0011    | |
|   | 2023年2月14日  | 「時雨」 | KA2C0012    | UHFアニメ『「艦これ」いつかあの海で』オープニングテーマ。 歌唱は龍玄とし。 |
|   | 2023年2月14日  | 「未来（いま）」                                                                                                 | KA2C0013    | UHFアニメ『「艦これ」いつかあの海で』エンディングテーマ。 歌唱はC2機関 1MYB。 |
|   | 2023年2月22日  | 深海大サーカス「不思議の国の1YB3H」 -1YB3H's Adventures in Wonderland- Memorial Box                              | KA2C0014    | 2019年8月に行われたイベントの楽曲を収録した記念CD。 ゲスト歌唱は京本政樹。 |
|   | 2023年2月22日  | 深海大サーカス「不思議の国の1YB3H」 -1YB3H's Adventures in Wonderland- Memorial Box 公式オルゴール付き数量限定盤 | KA2C0014SET | 上記の商品のグッズセット品。 |
|   | 2023年4月28日  | 艦隊これくしょん -艦これ- KanColle Original Sound Track vol.VIII【夜】                                           | KA2C0015    | |
|   | 2024年3月3日   | 艦隊これくしょん -艦これ- KanColle Original Sound Track vol.IX 【護】                                            | KA2C0016    | |